# Juncus durus
Juncus durus là một loài thực vật có hoa trong họ Juncaceae. Loài này được L.A.S.Johnson & K.L.Wilson mô tả khoa học đầu tiên năm 2001.